# 羅興亞愛國陣線
羅興亞愛國陣線，是緬甸若開邦的羅興亞人叛亂組織，由羅興亞解放黨前主席穆罕默德·賈法爾·哈比卜成立。

## 歷史
在1974年，在羅興亞解放黨瓦解後，前主席罕默德·賈法爾·哈比卜成立了羅興亞愛國陣線，約有70個戰士。他指定了仰光大學出身的律師努鲁爾·伊斯蘭為副主席，同時任命藥劑師穆罕默德·尤努斯為秘書長。
在1978年3月，緬甸國防軍開始進行清除盤據若開邦北部羅興亞謀叛者的龍王行動。隨著這一行動進一步延伸到全若開邦，數以萬計的羅興亞人越過邊界湧入孟加拉國尋求庇護。
20世紀80年代初，更為激進的謀叛分子從羅興亞愛國陣線中脫身，組建了羅興亞團結組織（RSO）。 在20世紀80年代後期羅興亞愛國陣線已停止了活動。